# 卍固め

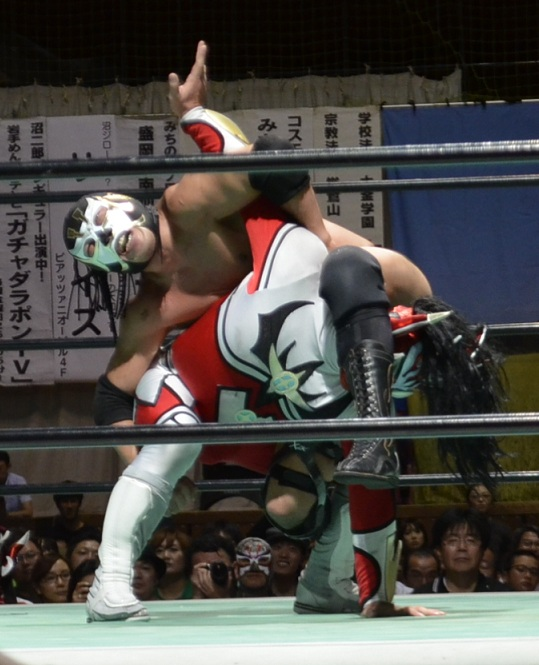
ザ・グレート・サスケによる卍固め。

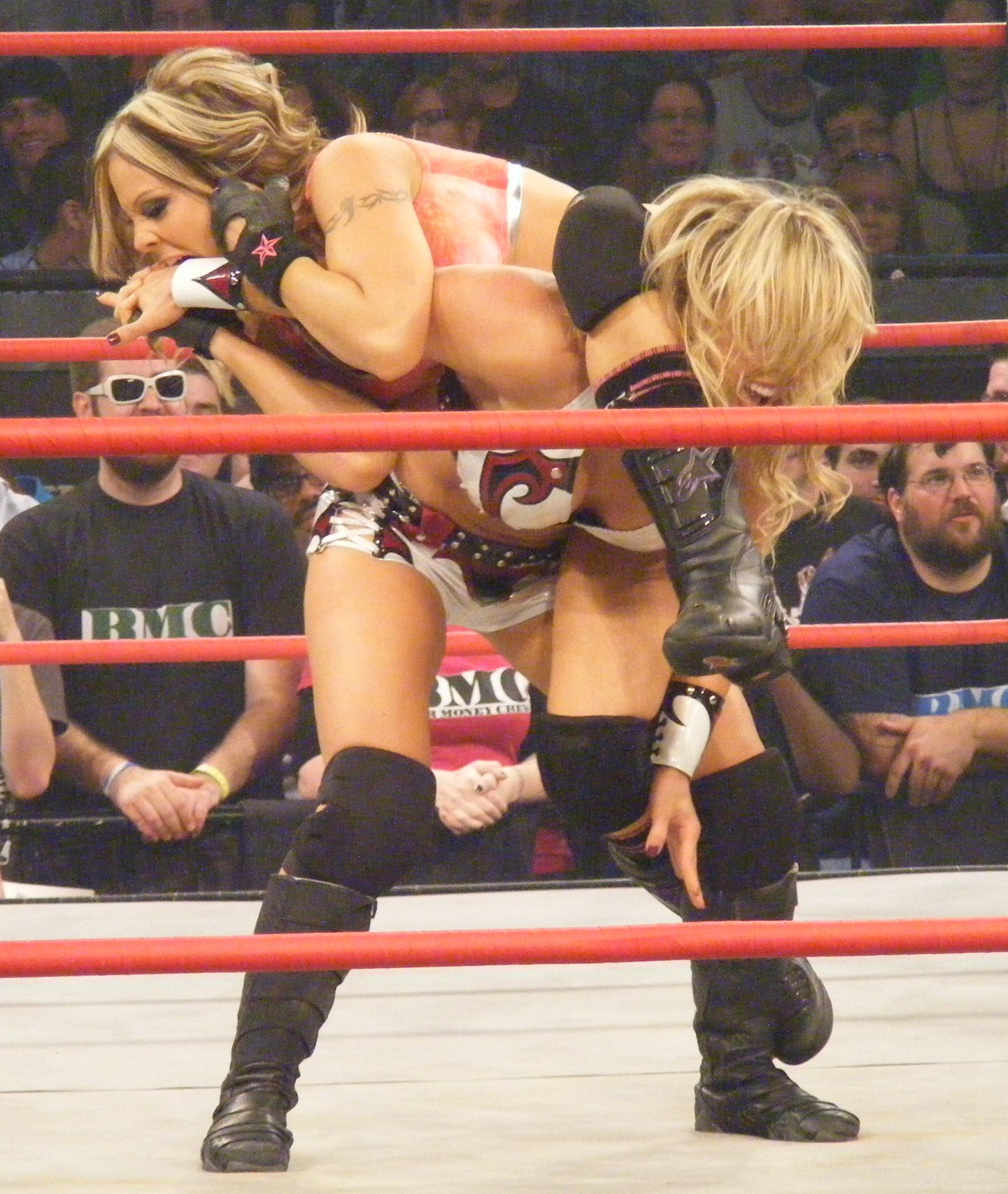
ベルベット・スカイによる卍固め。

卍固め（まんじがため）はプロレス技の一種である。オクトパス・ホールド（Okutopasu Hold）とも呼ばれている。本来はヨーロッパでグレイプヴァイン・ストレッチ（Grapevine Stretch）と呼ばれていた。メキシコではジャベの一種でセラヘーラ（Serahera）と呼ばれている。日本では使い手のアントニオ猪木にちなんでアントニオ・スペシャル（Antonio Special）とも呼ばれる。

## 概要
技のかけ方は、対戦相手を前かがみにした状態で、その相手の横に立つ。技をかけるレスラーの脚のうち、対戦相手に対し腰側にある片脚を、相手の手前側にある脚に絡め、残りの脚（相手の頭側にある脚）を対戦相手の頭部に引っ掛けた状態で、相手の片腕（自分に対し外側になる腕）を相手の背中側に直角に曲げ、自らの片腋に抱え込む。肩・脇腹に最もダメージを加えることができ、腰や首筋などにも痛みを与えることができる。完全な形で極まった場合、相手の体の上に乗り上げる状態になり両足はマットに着かない。
欧州マットでは古くから存在していた技であり、特にイギリス出身レスラーが好んで使用することで知られた。1991年の書籍『実戦!サブミッション』（麻生秀孝監修）はこの技はグラウンド卍固めの応用だとしている。
日本での公開はアントニオ猪木によって1968年12月13日に用いられたのが最初とされる（後楽園ホール大会におけるジャイアント馬場と組んでのブルート・バーナード&ロニー・メインとのタッグマッチにおいて、バーナードを相手に初公開）。当時の報道ではコブラツイストが猪木だけでなく他のレスラーも好んで用いるほど一般化してしまったため、より威力のある卍固めを開発したと解説されている。
軽量であるほど完成した際の姿が美しいことから、ジュニアヘビー級のレスラーや女子プロレスラーにも使い手が多い。ただし体勢が崩れた方が大きいダメージが期待出来るため、しばしばプロレスに存在する「見せ技」の代表格のひとつとして名を挙げられる。例を挙げると漫画『グラップラー刃牙』で総合格闘家の主人公が卍固めを完全な形で極められるも、こともなげに脱出してみせ「見た目にこだわっているため、訓練を積んだ競技者には通用しない」と否定的な意見を述べる場面がある。
「オクトパス・ホールド」の名称は、猪木がこの技をかける様子がまるでタコが何かに絡まるように見えたことから、レフェリーの沖識名が名づけた。後にこの技が猪木の代名詞となるにつれて技名の一般公募が日本プロレスの中継局であった日本テレビ『日本プロレス中継』を通じて行われ、技を掛けている様子が漢字の「卍」に似ていたことから卍固めが新たな技名となった。。

## 主な使用者
- アントニオ猪木
- 石川雄規
- 井上亘
- 鈴木みのる
- ザック・セイバーJr.
- 鈴木秀樹
- TAJIRI
- 西村修
- 志賀賢太郎
- 阿部史典

## 派生技

### 空中式卍固め
マットに足を着けずに体重を掛けてダメージの増加を図る。鈴木みのるはコーナーポスト上で出したこともある。ただし、前述の通り、元々卍固めは完成した際に両足が浮いた状態になる技である。猪木はほとんどの場合、両足を浮かせて極めている。

### ストレッチ・オーバーアームバー
1977年頃、異種格闘技戦用の秘密技という名目で猪木が新たに開発した卍固め。卍固めに更に改良を加えた技として「新・卍固め」という呼称で紹介された。しかし観客からの評価は思いの外低く、なかなか定着せず使用回数が減り、さほど時を要さず封印された。相手の横側に同じ方向を向いて立ち、相手を前かがみにさせる。相手の自分側の腕を、相手より外側にある自分の片脚の腿の上に乗せ、さらにその相手の肩に、相手寄りの片脚を掛ける。その状態のまま、相手の外側にある片腕を両腕捕まえ、背面側に折り曲げて締め上げる。
若手時代の小島聡がうつぶせの相手に仕掛ける同型の技をコジMAXホールドの名称で使用したが、後にステップオーバー式の羽折り固めに改良した。
漫画キン肉マンでは、ネプチューンマンが喧嘩（クオーラル）スペシャルとして使用している。

### グラウンド卍固め
両者がマットに寝ている状態で繰り出す卍固め。河津落としからの連携で使用される場合も多い。オクタゴンなどが得意とするなど、メキシコマットでも使用される。
日本ではジュニアヘビー級選手での使用者が多い（エル・サムライ、KENTAなど）。

### ヨーロッパ式卍固め
途中までは通常の卍固めと同じだが、相手の腕にぶら下がるように体重を後方へかけることでダメージの増加を図る。
ビル・ロビンソン、ダイナマイト・キッド、カール・ゴッチなどが使用。

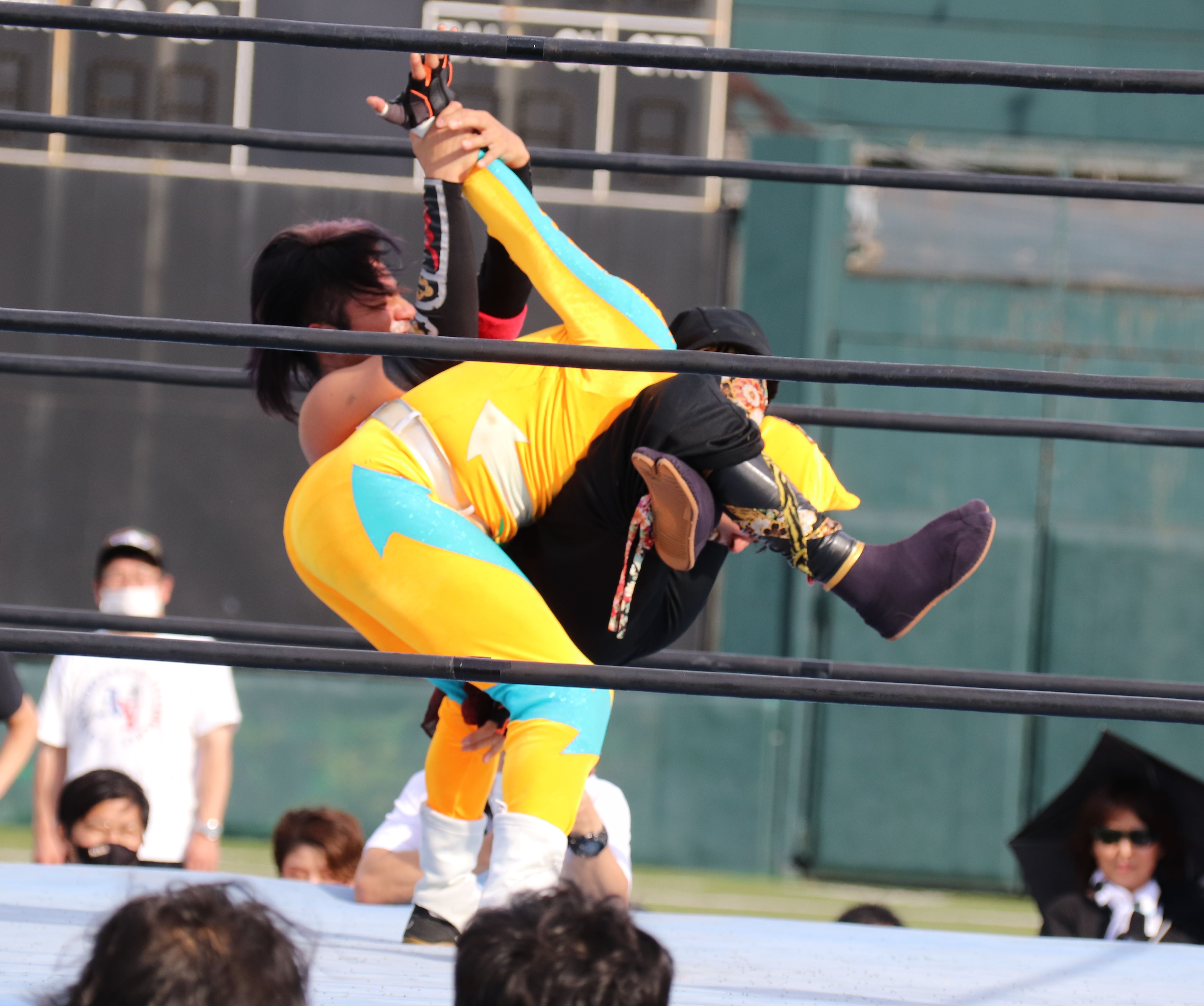
中野貴人によるセナヘーラ（中野は後述のクリストの状態から入る）。

### セラヘーラ
別名「メキシコ式卍固め」。通常の卍固めからスイッチして相手の首を両脚で挟み込み、三角絞に似た体勢に捕える。
エル・イホ・デル・サントが得意とする。

### 腕極め式卍固め
柴田勝頼が考案し、KENTAに寄贈した技。見た目は通常の卍固めとほぼ同じであるが、通常式は相手の片腕を腋に抱え込むだけであるのに対し、この技は抱え込んでいる腕の肘関節の逆関節を取り、極めている。

### クリスト
ドラゴン・キッドの技。デジャ・ヴ（コルバタ）の途中で回転を止めて腕の関節を取り、中腰になった相手の頭を首4の字固めで締め上げる関節技。相手を十字に架けられたキリストに見立てて命名。K-ness.はこれの切り返し技を開発しキリストを裏切ったイスカリオテのユダから「ユダ」と命名、キッドがユダを切り返してクリストに移行すると「クリスト・アゲイン」となる。

### フロム・ジャングル
吉野正人のオリジナル技。コルバタの回転の途中で空中卍固めに移行する技。
山本尚史はFCWにて介錯の技名でフィニッシャーとして使用していた。

### マンコブ
スペル・シーサーの得意技。2人の相手に半身ずつを使用してコブラツイストと卍固めを同時に極める難易度の高い技。

### X固め
大木金太郎考案の変形卍固め。相手の首に足をかけず、相手の後頭部へ立てた膝を押し付けることによって脱出を困難にする。

### 卍コブラ
宮本裕向考案の、オリジナル卍固め。コブラツイストに空いている右脚で胴締めを加え、卍固めとコブラツイストを複合させた技。。

### 三脚巴
石川晋也考案の、オリジナル卍固め。卍固めの体勢から両腕で相手の左腕をつかみ、後方へ反って締め上げる変形技。

### 極反り卍固め
稲葉大樹考案の、オリジナル卍固め。前かがみの相手の横に立ち手前の足に自分の足を絡めて自分の反対側の足で相手の頭にかけ、両腕で相手の左腕をつかみ後方へ反って締め上げる変形卍固め。

### 蜘蛛の巣
相手の右腕を捕らえながらその腕を軸に旋回し、両足で相手の頭部と左腕を挟み込み、右腕を自らの左脇下に抱え込んで首、肩、脇腹等を同時に極める複合関節技。
使用者はMIO。彼女から継承したジュリアも得意とする。